# Крулевщина (Витебская область)
Круле́вщина (бел. Крулеўшчына, другой вариант: Крулевщизна) — агрогородок в Докшицком районе Витебской области Беларуси. Административный центр Крулевщинского сельсовета.

## География
Находится в 13 км от Докшиц и Глубокого, узловая железнодорожная станция «Крулевщизна» на линиях Молодечно—Полоцк;Крулевщина—Лынтупы. Население — 2361 человек (2019).
Примерно в 4 км к западу от станции находится точка тройного водораздела Немана, Западной Двины и Днепра (ориентировочно между высотами 199,0 и 190,7 м н. у. м.).

## История
Первое упоминание о населённом пункте Крулевщина (пол. Królewszczyzna) относится к 1784 году. На военно-топографической карте 1860-х годов населённый пункт подписан как «З[астенок] Крулевщизна».
В 1902 году началось строительство Бологое-Седлецкой железной дороги. На расстоянии 4 км на северо-восток от застенка Крулевщина была построена железнодорожная станция «Крулевщина». Возле станции появился поселок для железнодорожников с населением 79 человек. В 1914 году станция была переименована в Сеславино (в честь руководителя российского партизанского отряда в войне 1812 года Сеславина Александра Никитича).
Во время Первой мировой войны Сеславино оказалось в прифронтовой полосе. В 1915 году проложена узкоколейка на Глубокое, которую поляки позже переделали в обычную железную дорогу, появилась электростанция, водопровод.
В 1919 или 1920 году станцию заняли поляки и вернули ей первоначальное название, но в польском звучании: «Крулевщизна» (пол. Królewszczyzna).

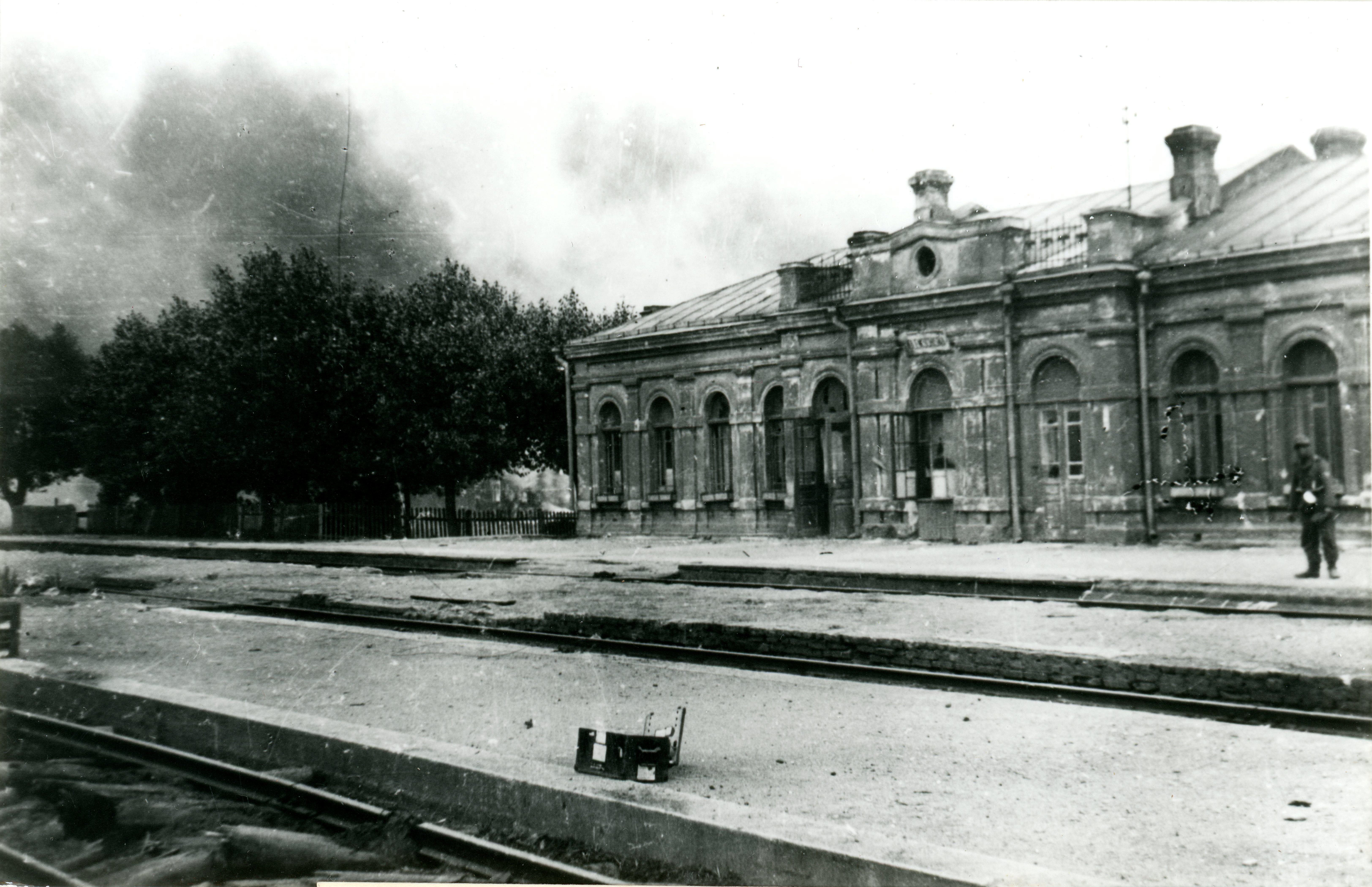
Железнодорожная станция во время отступления немецких войск, 2 июля 1944 года

В 1921 году в Крулевщине проживало 245 человек, в 1930 — уже 538. Работал водопровод, паровозное депо, паровая мельница, лесопилка, амбулатория, аптека, 2 ресторана, пекарня, библиотека, школа. В 1938 году возведен Костёл Сердца Иисуса (просуществовал до 1967 года). С приходом советской власти Крулевщина становится центром сельсовета.
В 1941 году начинается строительство железной дороги на Лепель, которая не была достроена из-за войны.
17 августа 1943 года Крулевщину штурмовала Русская освободительная армия, которая перешла на сторону партизан.
После войны в Крулевщине отстроен поселок из 3-х и 4-х этажных жилых домов, построены кирпичный и торфоперерабатывающий заводы.
В 1970-х годах Крулевщина включила в свою территорию соседние деревни Крупские, Бабичи, Янушево, Стрелковские.
В 1962 году и 1990 году выносилось предложение вернуть поселку старое название Сеславино, однако данное предложение было отклонено.

## Достопримечательности

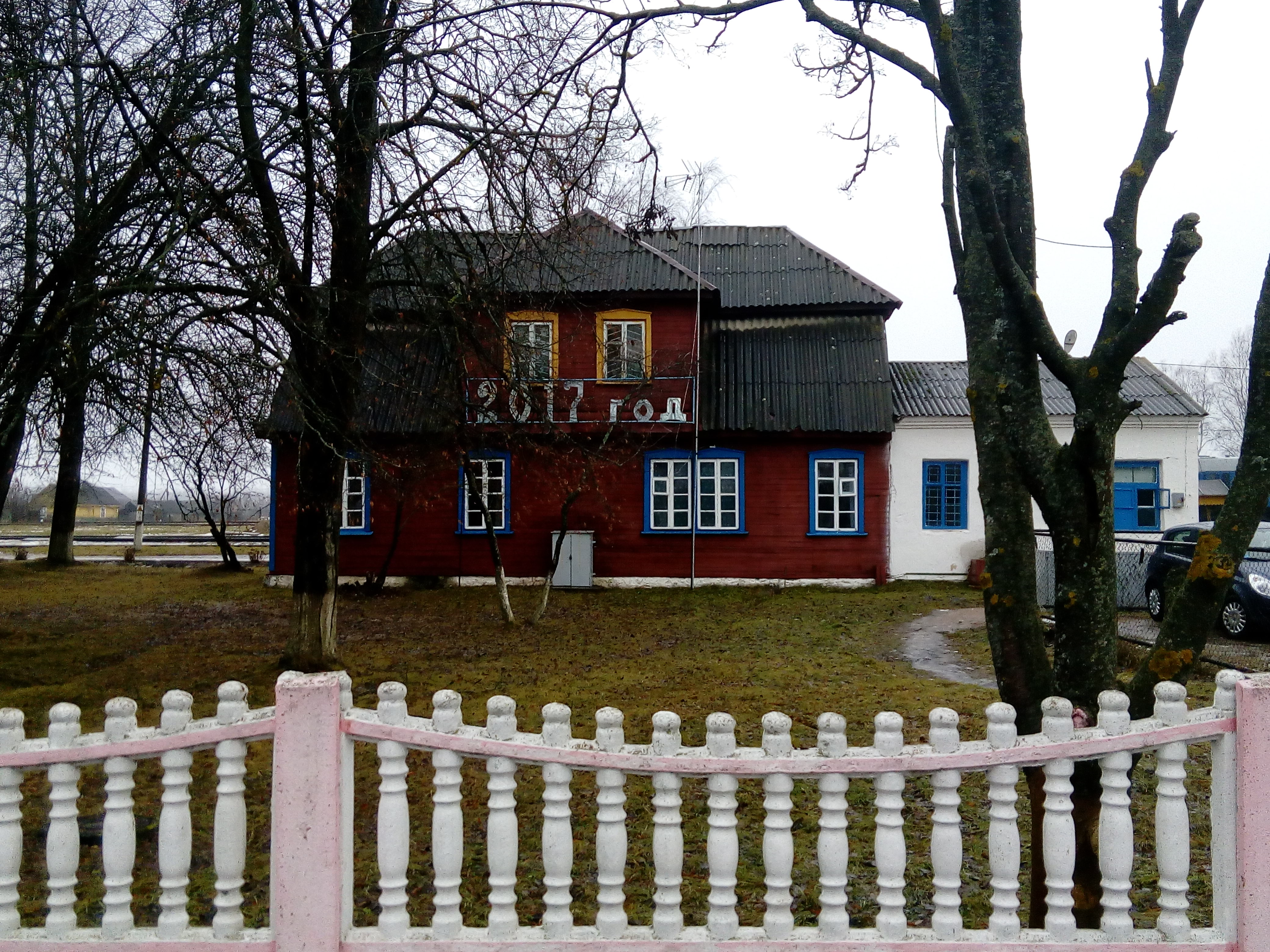
Современная застройка

- Кладбище русских солдат (1915—1918), в том числе Спасо-Преображенская православная часовня (1915—1916) — перестроена в 1990 году
- Кладбище польских солдат (1919—1920)
- Костёл Сердца Иисуса (1994) в бывшем спортзале
- Железнодорожная казарма (начало XX века)
- Жилая и административная застройка первой половины XX века.

- Железнодорожная станция (XX в.)
- Рядовая застройка (1-я пол. XX в.)
- Хозяйственная постройка, на территории бывшей д. Янушево
- Контора дистанции пути (1930-е гг.)
- Памятник партизанской славы, в 1964 году в честь партизанской боевой операции поставлена стела
- Церковь Рождества Иоанна Предтечи (2002—2004 гг.)

### Утраченное
- Костёл (построен в 1924 году, в 1965 году разобран)

## Известные уроженцы
- Чижевская, Вера Августовна (1946 г. р.) — русская поэтесса, верлибрист.
- Яцкевич, Владимир Владимирович (1987 г. р.) — дирижёр, музыкант, певец, композитор, продюсер, основатель и руководитель продюсерского центра Владимира Яцкевича, симфонического оркестра «Сити», симфонического оркестра НИУ «ВШЭ», оперного театра «Сити Опера», вокального ансамбля «Астера».